# 楊憲宏
楊憲宏（1953年12月9日—），臺灣彰化縣人，記者、媒體人、人權活動家，台灣關懷中國人權聯盟創會理事長，是呂秀蓮幕僚，現為中央廣播電台第五屆常務董事兼節目《為人民服務－楊憲宏時間》節目主持人、電視政論節目常邀訪來賓、《讀報》專欄作家。

## 經歷
楊憲宏自臺北醫學院牙醫學系畢業後，考入國立臺灣大學醫學院的生理學研究所；1981年取得生理學碩士資格，旋即赴美，進入柏克萊加州大學專攻公共衛生碩士。
楊憲宏在臺大唸研究所時，便在《民生報》擔任醫藥版編輯，後轉為專欄組記者；赴美學成歸國後，歷任《聯合報》採訪組副主任、《中時晚報》資深記者室主任、《首都早報》副總編輯、《人間雜誌》總編輯、中華民國公共電視台籌備委員會（公視籌委會）新聞組副理、超級電視台（超視）新聞部經理兼總企畫、民間全民電視公司（民視）新聞部經理、三立影視總經理室總顧問、環球電視總經理、《Taiwan News 財經文化周刊》社長、《Taiwan News》總編輯、大愛電視台總顧問、靜思人文總顧問、世界衛星電視台總顧問、法務部逐步廢除死刑研究推動小組成員。
楊憲宏前妻蔣家語（1954年1月21日－2008年3月9日）曾任《民生報》兒童版首任主編、民視新聞部企編中心副主任。
2018年12月，開始擔任台灣網路媒體《讀報》專欄作家。
2019年5月23日，與人權律師童文薰共同主持全新網路政論節目《童溫層》。

## 媒體工作

### 關注新聞倫理
1993年3月，在臺大新聞研究所舉辦的「多元社會、公民意識與新聞報導倫理」研討會中，時任公視籌委會新聞組副理的楊憲宏指出10項在台灣新聞界存在多年但一直未解決的倫理問題：
1. 記者採訪過程中，受訪對象主動或被動提供車馬費或報酬，媒體主管有無處理原則？
2. 記者本身有買賣股票的投資，其負責路線與股市可能相關或不相關，媒體主管有無設定處理規範？
3. 記者接受邀請出遠門訪問，其所需費用若由邀請者支出，媒體主管是否有常規的處理原則？
4. 記者與政治人物之間的交往，與他處理此一政治人物新聞之間的尺寸掌握，記者本人與媒體主管之間是否有一常規處理原則？
5. 記者接受禮物餽贈，媒體主管是否有設定價值上限？
6. 媒體對於記者經手廣告的問題，有無限制的規定？
7. 媒體刊載醫療廣告，是否注意到這些廣告的內容與官方核准內容一致？
8. 記者在處理犯罪新聞時，特別是偵查中案件，是否對於嫌疑者採取「還未經判決者以無罪相待」的報導態度？對於報導受害者時，有無盡到保護的責任？
9. 媒體是否還存在以「工商記者」為名義，進行廣告新聞化的業務採訪？編輯部與業務部的分離規範，是否有常規處理？
10. 媒體對於純淨新聞與評論的分離規範，是否有常規處理？[4]

### 民視離職疑雲
1997年9月12日，民視召開董事會，民視董事長蔡同榮在會中播放一捲以不正當方式取得的錄音帶，痛罵時任民視新聞部經理的楊憲宏聯合台灣之聲廣播電台創辦人許榮棋罵他、罵民視總經理李光輝、罵民視執行副總經理陳剛信。1997年9月20日，民視貼出公告，楊憲宏調離原職、改調董事長特別助理，輿論譁然，是為「民視楊憲宏調職爭議」。1997年10月16日，民視董事會以不記名投票解除楊憲宏的委任職務。
2006年6月22日，楊憲宏與許榮棋及中國國民黨立法委員邱毅共同召開「為民視小股東請命」記者會抨擊，民視小股東所持有的股票並非民視股票，但民主進步黨陳水扁政府未曾處理這種違法現象；楊憲宏說，他是民視新聞部首任經理，但他堅持要處理民視股權問題，導致他慘遭民視董事會開會決議開除。

### 參與規劃SET電視台
1998年3月3日，SET電視台開播，時任三立影視總經理室總顧問的楊憲宏負責SET電視台的整體規畫。

### 抨擊民進黨執政媒體酬庸
2005年12月21日，楊憲宏與臺灣電視公司（臺視）政論節目《新台灣高峰會》主持人周玉蔻批評，民主進步黨執政五年來只有「媒體酬庸」、沒有「媒體專業」，對電視媒體的操控比中國國民黨執政時還惡劣，行政院院長謝長廷是干預媒體的幕後黑手，行政院收買媒體、向媒體討人情，臺視董事長賴國洲及總經理鄭優與中華電視公司（華視）總經理江霞均為「政治酬庸下的產物」；行政院回應，請楊憲宏與周玉蔻拿出證據。

### 抨擊台視釋股案
2007年3月25日，楊憲宏批評台視釋股案：「台視要能夠真正民營化，並不是在政府的指導、指揮與指令之下民營化，而是在政府自制、並且認清角色、在法律及實際股東權益的百分比之下謹慎從事。……臺視能否在未來繼續永續，能不能重新拿回來昔日臺灣第一台的光輝，這才是民營化最主要的目的；而今天政府所做所為，卻不為此想。難怪有人說：今天的台視，有如要被拍賣的養女。」

### 中央廣播電台
2008年10月22日，中央廣播電台召開臨時董事會，楊憲宏等5人當選常務董事。

### 蔡英文學位門
楊憲宏及美國紐約州律師童文薰2019年10月赴監察院陳情，批評總統蔡英文倫敦政經學院博士論文「自我抄襲、一魚多吃」，嚴重違反學術倫理。

## 關注兩岸人權

### 央廣《為人民服務》
主持中央廣播電台對中國大陸廣播節目《為人民服務－楊憲宏時間》，常與中國維權人士、受迫害群體越洋對話，包括胡佳、陳光誠、艾未未、高智晟等人，力促臺灣對中國人權的聲援。
艾未未缺席事件
2012總統大選前，中國著名異議藝術家艾未未2011年底接受楊憲宏專訪，批評臺灣政界「完全屈服於（中共強權）」震動臺灣。時值台北市舉辦「艾未未․缺席」展覽，艾未未被中共羅織罪名無法來臺。外界質疑，馬英九、郝龍斌怕得罪中共而缺席展覽。艾未未在節目中表示：「聽說臺北的政界表現得很曖昧，做為一個小島政治完全屈服一種（強權），我覺得挺有意思。」對於臺灣政府低調迴避，他如此描述：「不僅是我的缺席，而是臺北或者臺灣在國際政治上的缺席，他們遠遠地漂離了政治的主流，因為他們從來不敢光明正大的說出自己合理的權益。」事後，馬英九總統親自前往看展。
關心中國宗教自由
美國國際宗教自由事務無任所大使薩姆．戴爾．布朗貝克（Samuel Dale Brownback）來台參加「印太地區保衛宗教自由公民社會對話」，其後於2019年3月11日到央廣《為人民服務》節目受訪，討論中國宗教自由問題，美國推動全球宗教自由的政策，以及台美之間在此政策上的合作空間。

### 台灣關懷中國人權聯盟
2011年5月14日，楊憲宏參與創設台灣關懷中國人權聯盟並出任首任理事長，他認為兩岸人權自由落差太大，穩定的兩岸關係需要「人權標準」；因此主張臺灣應用民主人權、自由法治來跟中國大陸交往，強調民主、人權、自由和法治是「臺灣唯一的籌碼」，並倡議「人權標準」應納入《兩岸經濟合作架構協議》（ECFA）的談判。

該聯盟督促中華民國政府將人權做為兩岸談判之前提，特別是關注中國大陸的內部人權，呼籲臺海兩岸當局之間建立類似中美之間談判的「人權對話平台」機制，並推動中華民國政府儘速制定《難民法》或是《政治庇護法》，以協助受迫害的中國良心犯及異見人士。
2013年6月，臺灣關懷中國人權聯盟邀請陳光誠訪問台灣前夕，楊憲宏說，民進黨天王謝長廷得知陳光誠將造訪高雄捷運美麗島站時，主動提到自己在高雄市長任內在美麗島站附近規劃身心障礙者販賣飲料的位置，還說也許可以和陳光誠一起在那裡喝飲料；由於謝長廷既要去香港、又要見陳光誠，他一度認為謝長廷顯然有調和西進和關注中國人權議題的優秀政治能力，不過後來謝長廷取消所有可以和陳光誠見面的時間，他感到非常遺憾。2013年6月26日，世新大學通識教育中心講師朱政騏說，楊憲宏刻意把「人權價值」與「中國因素」絕對地對立起來，然後以此框架作為檢視政治人物的試金石，本身就是充滿政治算計的舉動：「若謝長廷真的為了『中國因素』或『西進』而拒絕與陳光誠見面，那麼當初為什麼又要主動連絡表示有意與陳光誠見面？如果是為了要『公開拒見』以討好特定對象，那麼見面破局的消息應該是由謝長廷主動對媒體公開，怎麼會是由楊憲宏公佈並且表示遺憾呢？」

## 看法
2011年4月24日，楊憲宏在台灣環境資訊協會聲言：「過去10年（2000年至2010年），臺灣的環境保護可以說是『不進反退』，基本上是挫折最烈的10年。……2012（年）後的10年，臺灣的環境將更加惡劣；臺灣環保運動必須走自己的路，否則在『國』（中國國民黨）、『民』（民主進步黨）兩黨的奪權遊戲中必然粉身碎骨。」
2011年9月13日，楊憲宏主持在台北喜來登大飯店舉辦的李敖新書《你笨蛋，你笨蛋》發表會，盛讚李敖的快筆，說李敖從《陽痿美國》到《你笨蛋，你笨蛋》四本書一共寫了一百六十萬字，其著述之力，當代幾乎無人能比。
2013年12月26日，民主進步黨立法院黨團總召集人柯建銘在民進黨中國事務委員會「對中政策擴大會議」（華山會議）提議凍結台獨黨綱，在場與會者只有楊憲宏發言支持，多數發言者都發言反對，最後本案並沒有作成任何決議。
2017年4月21日，908台灣國運動、台灣國辦公室與楊憲宏到民進黨中央黨部前，聲援前民進黨主席林義雄發動接力禁食要求立法院「補正」《公民投票法》。
2025年5月20日，於POP Radio聯播網 「POP大國民」訪談中對執政滿一年的賴清德政府給予80分的評價。

## 與柯文哲互罵事件
2014年3月4日，民進黨臺北市長參選人呂秀蓮舉辦「市政顧問團」成立記者會，市政顧問團成員之一的楊憲宏指控，無黨籍臺北市長參選人柯文哲於2013年8月去北京市出席蔣渭水學術座談會，與臺灣的叛逃通緝犯林毅夫握手，「這是錯誤的，柯文哲應認錯道歉」。同日，柯文哲回批，他去北京時要會見的名單是楊憲宏提供的，「不跟林毅夫握手，難道要吐他口水嗎？」
2014年3月6日，楊憲宏在《Yahoo!奇摩新聞》撰文，抨擊柯文哲「故意讓記者會錯意，讓記者寫出『柯文哲還反爆料，當初他去北京的會面名單其實是楊憲宏提供的』」，柯文哲用這個極為模糊的手法企圖進一步轉移焦點，「這種任意栽贓的政客卑鄙手段，想不到竟出自柯文哲之手」。他還說，他於本月4日下午向曾當面採訪柯文哲的記者查證，結果是柯文哲的確有意誤導他們，因為多位記者都向柯文哲追問求證，柯文哲卻刻意不講清楚，柯文哲的這一手的確造成他很大的困擾，不斷有新聞界的朋友質疑他「既然提供了林毅夫的名單給柯文哲，卻又回頭指責柯文哲」；但每一位朋友經他解釋了解實情之後，也都覺得柯文哲「太過份了」，柯文哲這種行為等於是在詆譭他的清譽。最後他說，柯文哲有太多要被嚴格檢驗的模糊問題，柯文哲與其競爭對手連勝文都是轉移焦點的高手，他們都是政客、不是「政治素人」。
2014年3月11日，楊憲宏在年代新聞台政論節目《新聞面對面》說，柯文哲曾經向他說希望去北京時要會見的人不要都是中國共產黨的人，他向柯文哲說可以去跟胡佳見面，他還帶了一個中國公共衛生專家告訴柯文哲可以見哪些人，他從未叫柯文哲去見林毅夫。楊憲宏還說，他也知道柯文哲見了中共中央統戰部過去的一些要角，後來柯文哲還跑去延安，柯文哲對他說「我是去讓共產黨對我放心的」，他有證人可以作證。楊憲宏說：「民進黨今天的問題，其實在它的總路線，以及它自己本身是不是應該好好檢討。我認為這就是呂秀蓮為什麼要選到底的原因。」
2014年3月13日，楊憲宏接受《中評社》訪問時說，如果民進黨禮遇柯文哲參選臺北市長，那麼民進黨就是自毀立場去支持一個不認同民進黨的人，“呂秀蓮絕對會以民進黨籍參選到底”，“難道民進黨可以為了柯文哲開除呂秀蓮嗎？”
2014年11月30日，楊憲宏出席呂秀蓮主辦的「九合一選舉對臺灣的影響記者會」，他說，柯文哲的兩岸政策模糊，如果這是為了勝選，他還可以理解；但柯文哲絕對不能在九二共識、海峽兩岸服務貿易協議、海峽兩岸貨品貿易協議等議題上違背臺灣人意識，畢竟綠軍在臺北市集體趴地讓柯站上高牆，「很多人投給柯P（柯文哲）是滿肚子不願意，他不是適當的人選」；柯文哲應學習前總統李登輝對中共悍然說出「沒有九二共識」這種話，「如果他敢在臺北市長任內承認九二共識，我們就去包圍他」；而且，若未來中共高官來訪，柯文哲不分青紅皂白就去招待，「那就走著瞧」。
2014年12月1日，楊憲宏在台灣太平洋發展協會主辦的「2014臺灣地方大選的省思座談會」說，柯文哲只是站在民進黨蹲下的肩膀上而看起來較高，也因對手太糟，所以當選臺北市長；民進黨主席蔡英文不願提出臺北市副市長人選，就是因為她知道「選出柯文哲，必然是場災難」，所以趕緊與柯文哲切割。
2018年9月28日，楊憲宏在《年代向錢看》引述消息人士指柯文哲在2013年10月前副總統呂秀蓮宴請的6人餐會中談到在中國接受招待並且有「花名冊」，只要在名冊上留下房間號碼就可以接受性招待，柯妻陳佩琪當場一聽拍桌大吵。楊說他的消息來源不只一個，除了出席呂秀蓮餐敘的人說，柯文哲在另外場合也說同樣的事，「消息來源都是有頭有臉的人物，政界、學界都有」。針對這個指控，柯文哲予以否認。。呂秀蓮接受訪問則表示，確實有這場餐敘，柯文哲當時也的確對「中國」侃侃而談，並證實柯文哲講了「某些話」，讓太太陳佩琪生氣。陳佩琪則表示「真正的內容沒有說記得很清楚，但絕對沒有衝突、發脾氣怎麼樣，沒有這個樣子。」
2018年10月4日，楊憲宏在《新台灣加油》指出《屠殺》作者葛特曼在國際記者會疑似影射柯文哲涉入活摘器官爭議，柯文哲反駁指葉克膜的技術很複雜。楊憲宏批評，此種回應方式是回避問題。楊憲宏主張葉克膜技術並不複雜，並質疑柯文哲不懂；由於楊憲宏學歷為台北醫學院牙醫學士，故被網友戲稱「沒執業過的牙醫，說世界葉克膜權威不懂」、「資深媒體人罵台大醫師不懂葉克膜」等等評論。

## 重要作品
文字著作
- 《花名冊》
- 《走過傷心地：一個記者的公害現場觀察筆記》 圓神出版社1986年10月初版 全文收錄於臺灣環境資訊協會環境資訊中心 （页面存档备份，存于）
- 《受傷的土地：一個記者的公害現場觀察筆記》 圓神出版社1987年1月初版 全文收錄於臺灣環境資訊協會環境資訊中心 （页面存档备份，存于）
- 《公害政治學：楊憲宏臺灣環境筆記》 合志文化1989年11月初版 全文收錄臺灣環境資訊協會環境資訊中心 （页面存档备份，存于）
- 《我們不是天竺鼠》 久大文化1987年6月初版 全文收錄於臺灣環境資訊協會環境資訊中心 （页面存档备份，存于）
- 《另一個公害現場》 久大文化1987年初版 全文收錄於臺灣環境資訊協會環境資訊中心 （页面存档备份，存于）
- 《變法一九九二》 不二出版公司1992年10月初版 ISBN 9578519338
- 《Pianissimo：張繼高與吳心柳》（楊憲宏主編） 允晨文化1996年6月20日初版一刷 ISBN 9579449341
- 《瀕危的地球》（艾爾·高爾著，楊憲宏、許洋主、蔣家語、何亞威合譯） 臺灣地球日出版社1997年初版 ISBN 957-8614-18-7，雙月書房2001年1月第1版 ISBN 9579758182
- 《羊入狼群：知識份子的原力與本懷》 知本家文化2004年1月初版 ISBN 957-29223-2-7
- 《資訊自由：新興的基本人權》（有聲書，2捲卡式錄音帶） 社會大學文教基金會
- 《複製曾雅妮》 創造文化2011年10月初版 ISBN 978-986-294-014-3

專欄
- 《民眾日報》〈臺灣極弱音〉專欄
- 《Yahoo!奇摩新聞》專欄[40]

主持
- 東森廣播網《臺灣極弱音》、《東森晚餐》
- 高點電視台《臺灣有憲公司》
- 中央廣播電台《為人民服務－楊憲宏時間》

16釐米生態影片
- 《臺灣獼猴：毛毛臉和她的朋友》獲1991年美國蒙大拿州國際電影展最佳攝影獎
- 《臺灣藍鵲》獲1992年美國蒙大拿州國際電影展最佳藝術概念獎、優良影片獎
- 《臺灣野鳥百年紀》故事企劃，臺灣水泥1992年出版

## 外部連結
- 中央廣播電台 《為人民服務-楊憲宏時間》下載收聽
- 《Yahoo奇摩新聞》楊憲宏專欄 （页面存档备份，存于）
- 《民報》楊憲宏專欄 （页面存档备份，存于）